# Tetefortina maxima
Tetefortina maxima är en insektsart som beskrevs av Marius Descamps 1964. Tetefortina maxima ingår i släktet Tetefortina och familjen Euschmidtiidae. Inga underarter finns listade i Catalogue of Life.